# Comuna Ghimpați, Giurgiu
Ghimpați (în trecut, și Creșoiu și Crovu) este o comună în județul Giurgiu, Muntenia, România, formată din satele Copaciu, Ghimpați (reședința), Naipu și Valea Plopilor.

## Așezare
Comuna se află în vestul județului, pe malurile Câlniștei și Glavaciocului, la confluența celor două ape. Este străbătută de șoseaua națională DN6, care leagă Bucureștiul de Alexandria. La Ghimpați, din acest drum se ramifică alte două drumuri naționale: DN5B, care duce spre sud la Giurgiu și DN61, care duce spre nord la Găești. La Naipu, din DN6 se ramifică șoseaua județeană DJ603, care duce spre est la Schitu (unde se intersectează cu DN5B), Stoenești, Călugăreni (unde se intersectează cu DN5), Mihai Bravu și Comana.

## Demografie
Componența etnică a comunei Ghimpați
     Români (78,45%)
     Romi (8,8%)
     Alte etnii (0,07%)
     Necunoscută (12,67%)
Componența confesională a comunei Ghimpați
     Ortodocși (86,54%)
     Alte religii (0,56%)
     Necunoscută (12,9%)
Conform recensământului efectuat în 2021, populația comunei Ghimpați se ridică la 5.690 de locuitori, în scădere față de recensământul anterior din 2011, când fuseseră înregistrați 6.064 de locuitori. Majoritatea locuitorilor sunt români (78,45%), cu o minoritate de romi (8,8%), iar pentru 12,67% nu se cunoaște apartenența etnică. Din punct de vedere confesional, majoritatea locuitorilor sunt ortodocși (86,54%), iar pentru 12,9% nu se cunoaște apartenența confesională.

## Politică și administrație
Comuna Ghimpați este administrată de un primar și un consiliu local compus din 15 consilieri. Primarul, Constantin Cărăpănceanu[*], de la Partidul Național Liberal, este în funcție din 2004. Începând cu alegerile locale din 2024, consiliul local are următoarea componență pe partide politice:
|  | Partid                          | Consilieri | Componența Consiliului | Componența Consiliului | Componența Consiliului | Componența Consiliului | Componența Consiliului | Componența Consiliului | Componența Consiliului | Componența Consiliului | Componența Consiliului | Componența Consiliului | Componența Consiliului | Componența Consiliului | Componența Consiliului |
|  | ------------------------------- | ---------- | ---------------------- | ---------------------- | ---------------------- | ---------------------- | ---------------------- | ---------------------- | ---------------------- | ---------------------- | ---------------------- | ---------------------- | ---------------------- | ---------------------- | ---------------------- |
|  | Partidul Național Liberal       | 13         |                        |                        |                        |                        |                        |                        |                        |                        |                        |                        |                        |                        |                        |
|  | Partidul Social Democrat        | 1          |                        |                        |                        |                        |                        |                        |                        |                        |                        |                        |                        |                        |                        |
|  | Alianța pentru Unirea Românilor | 1          |                        |                        |                        |                        |                        |                        |                        |                        |                        |                        |                        |                        |                        |

## Istorie
La sfârșitul secolului al XIX-lea, comuna era reședința plășii Câlniștea a județului Vlașca și era formată numai din satul de reședință; în ea existau o școală mixtă cu 87 de elevi (dintre care 15 fete) și o biserică. La acea vreme, pe teritoriul actual al comunei mai funcționau în aceeași plasă și comunele Bălării, Copaciu și Naipu. Comuna Bălării cuprindea satele Bălării, Curuienii de Jos (Gorneni), Curuienii de Sus, Chiția și Stâlpu, având o școală cu 45 de elevi (dintre care 4 fete) și două biserici (la Bălării și la Curuienii de Jos). Comuna Copaciu (sau Gruiu) avea în compunere satele Copaciu și Crovu, cu 1342 de locuitori, având două biserici (una în fiecare sat). Comuna Naipu era formată din satele Băleasca, Cioflicu și Naipu, cu o populație de 1133 de locuitori. Existau și aici o școală și o biserică.
Anuarul Socec din 1925 consemnează teritoriul comunelor în plasa Argeșul a aceluiași județ. Comuna Bălăria avea 1478 de locuitori în satele Bălăria și Matei Basarab; Comuna Ghimpați, care cuprindea acum și satele comunei Crovu, desființată, avea 6318 locuitori; iar comuna Naipu avea 1680 de locuitori în singurul său sat de reședință.
În 1950, comunele au fost transferate raionului Mihăilești și apoi (după 1952) raionului Drăgănești-Vlașca din regiunea București; comuna Ghimpați a luat în acea perioadă numele de Crovu. În 1964, satul și comuna Bălăria au luat numele de Valea Plopilor, iar satul Ghimpați — pe cea de Sălcioara. În 1968, cele trei comune au trecut la județul Ilfov, iar comunele Naipu și Valea Plopilor au fost desființate, satele lor trecând la comuna Crovu; tot atunci, satele Crovu și Sălcioara au fost comasate sub vechiul nume al satului Sălcioara, Ghimpați. În 1981, o reorganizare administrativă regională a dus la transferarea comunei la județul Giurgiu.

## Monumente istorice
Unsprezece obiective din comuna Ghimpați sunt incluse în lista monumentelor istorice din județul Giurgiu ca monumente de interes local. Două din ele sunt situri arheologice: așezarea neolitică aparținând culturii Boian aflată la 300 m est de Ghimpați; și situl de la vest de satul Naipu, de pe malul Câlniștei, sit ce cuprinde așezări din neolitic (cultura Gumelnița) și din perioada Latène. Celelalte nouă sunt clasificate ca monumente de arhitectură: biserica „Sfinții Împărați Constantin și Elena” (1876); conacul Petrașcu (1885), azi unitate de pompieri, ambele din satul Copaciu; biserica „Sfântul Nicolae” (1868) din zona vechiului sat Sălcioara; biserica „Sfântul Nicolae” (1866) din fostul sat Crovu; depozitul de tutun (1880); școala veche (1885), ultimele patru din satul Ghimpați; biserica „Sfântul Gheorghe” (1891); o casă din anii 1925–1930, ambele din satul Naipu; și biserica „Sfinții Voievozi Mihail și Gavriil” (1820) din Valea Plopilor.